# Сеферовци (Србац)
Сеферовци су насељено мјесто у општини Србац, Република Српска, БиХ. Према попису становништва из 1991. у насељу је живјело 307 становника.

## Становништво
| Демографија | Демографија | Демографија |
| Година      | Становника  | Становника  |
| ----------- | ----------- | ----------- |
| 1948.       | 178         |             |
| 1953.       | 208         |             |
| 1961.       | 221         |             |
| 1971.       | 272         |             |
| 1981.       | 322         |             |
| 1991.       | 307         |             |
| 1993.       | 355         |             |